# Расейняйский КВ
Днём 24 июня 1941 года в окрестностях Расейняйя (Литовская ССР) советский тяжёлый танк КВ-1 из 4-го танкового полка 2-й танковой дивизии, впоследствии получивший известность как «расейняйский КВ», вступил в бой с силами боевой группы полковника Эрхарда Рауса (группа «Раус») из 6-й танковой дивизии вермахта. Противостояние танка и немецких войск, ставшее одним из эпизодов Расейняйского сражения, продолжалось более 20 часов; экипажу боевой машины удалось блокировать группу Рауса, насчитывавшую порядка 2000—3500 человек. Утром 25 июня 1941 года немецкой артиллерии удалось вывести танк из строя, его экипаж погиб. Согласно воспоминаниям полковника Рауса, немецкие военнослужащие были глубоко потрясены героизмом советских танкистов, а потому захоронили тела погибших с воинскими почестями. В 1965 году останки членов экипажа были перезахоронены на воинском кладбище в Расейняе; на сегодняшний день известно имя лишь одного из участников того боя — Ершова Павла Егоровича.

## Исторический контекст
22 июня 1941 года началась Великая Отечественная война: войска нацистской Германии и её европейских союзников в нарушение пакта Молотова — Риббентропа вторглись на территорию СССР. Мощный удар сил противника, характеризовавшийся быстрым продвижением его танковых и моторизованных соединений, нарушил управление войсками Красной армии, которые в ходе тяжёлых боёв были вынуждены отступать всё дальше и дальше от государственной границы.
Днём 23 июня 1941 года силы 6-й танковой дивизии вермахта овладели городом Расейняй, после чего продолжили наступление по двум дорогам двумя боевыми группами. Одну из групп возглавил полковник Эрхард Раус (группа «Раус»), другую — подполковник Эрих фон Зекендорф (группа «фон Зекендорф»). Обеим группам вскоре удалось занять плацдармы на северном берегу реки Дубиса (примерно в 8 километрах относительно друг друга).
Утром 24 июня в район Расейняя подошли силы 2-й танковой дивизии (командир дивизии генерал-майор Е. Н. Солянкин) и с марша атаковали позиции группы «фон Зекендорф». Немецкие войска впервые столкнулись с советскими тяжёлыми танками КВ, которые имелись в распоряжении дивизии; в документах 6-й танковой дивизии вермахта данные машины описывались следующим образом: «52-тонные новые танки, тип не определён». Панику в некоторых немецких подразделениях вызвал тот факт, что их противотанковая артиллерия была не в состоянии пробить броню КВ. В результате столкновения группа «фон Зекендорф» была выбита с плацдарма, а сам подполковник фон Зекендорф был вынужден запросить помощи у командира 6-й танковой дивизии генерал-майора Франца Ландграфа.
Ландграф перебросил все имевшиеся резервы в полосу группы фон Зекендорфа, а также обратился за помощью в штаб 41-го моторизированного корпуса, после чего немецкое командование перебросило все четыре дивизии корпуса в район наступления 2-й танковой дивизии РККА. «В результате в окрестностях Расейняя развернулось одно из крупных танковых сражений начала войны. В ходе его 2-я танковая дивизия Солянкина в одиночку, без соседей, тыла и нормального снабжения на двое с половиной суток задержала немецкий танковый корпус. Правда, далось это дорогой ценой — дивизия была окружена, понесла большие потери, а её командир погиб в бою», — отмечает кандидат исторических наук М. В. Коломиец.

## Противостояние КВ-1 и группы «Раус»

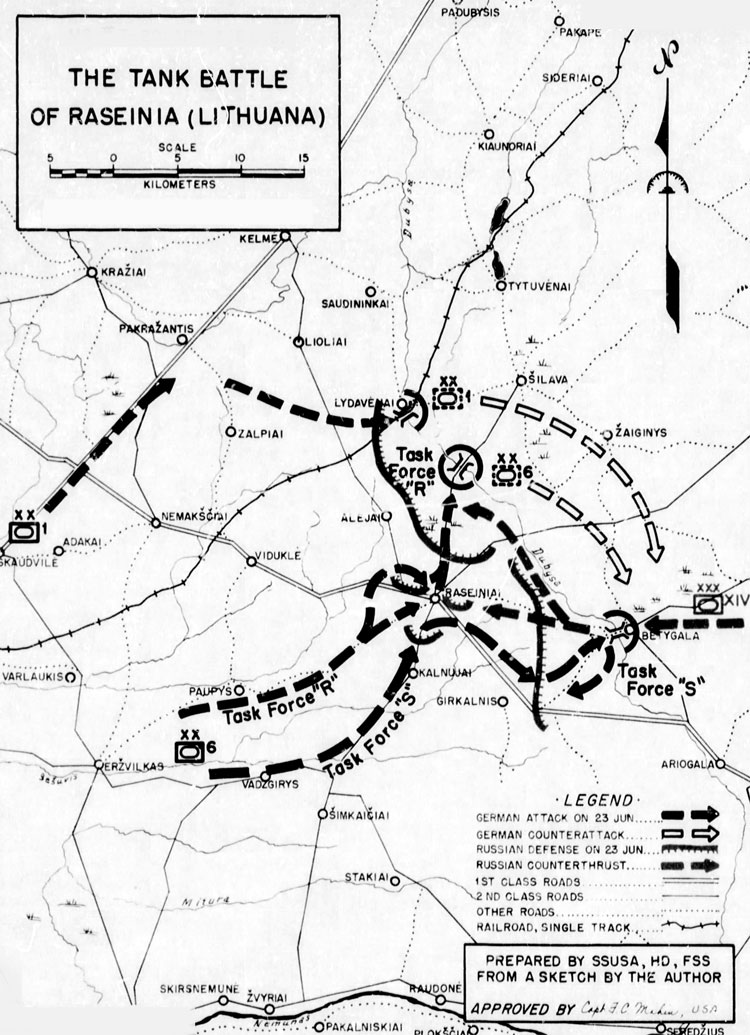
Карта Расейняйского танкового сражения

Продвижение группы «Раус», которая, как указывает М. В. Коломиец, насчитывала порядка 2000—3500 человек, а также имела в распоряжении более 40 орудий калибра 37—150 миллиметров, было осложнено столкновением с танком КВ-1, перекрывшим единственную доступную дорогу на Расейняй и фактически отрезавшим группу от основных сил дивизии. «Согласно документам, КВ вышел в тыл группе примерно в 14:00 24 июня. Машина расстреляла несколько автомобилей и остановилась на дороге (позднее выяснилось, что у танка закончилось топливо)», — описывает первое столкновение группы Рауса с советской боевой машиной Коломиец. По воспоминаниям полковника Рауса, танк не только заблокировал дорогу, но и «вдобавок сумел уничтожить телефонные провода», связывавшие боевую группу и штаб дивизии.
Попытки уничтожить танк огнём двух 50-миллиметровых противотанковых орудий не увенчалась успехом: снаряды пушек не могли пробить броню КВ, кроме того, ответным огнём оба орудия были разбиты, несколько военнослужащих вермахта были убиты и ранены. «Внезапно грохнул выстрел первой из наших противотанковых пушек, мигнула вспышка, и серебристая трасса упёрлась прямо в танк. Расстояние не превышало 600 метров. Мелькнул клубок огня, раздался отрывистый треск. Прямое попадание! Затем последовали второе и третье попадания. Офицеры и солдаты радостно закричали, словно зрители на весёлом спектакле. „Попали! Браво! С танком покончено!“. Танк никак не реагировал, пока наши пушки не добились 8 попаданий. Затем его башня развернулась, аккуратно нащупала цель и начала методично уничтожать наши орудия одиночными выстрелами 76-мм орудия», — описывал этот эпизод Раус.
Группа Рауса была вынуждена запросить помощь у штаба дивизии, после чего в район столкновения было направлено одно 88-миллиметровое зенитное орудие. Прибывшее орудие при попытке разворота было уничтожено советским танком с дистанции около 500 метров, среди артиллеристов также были жертвы. «Хотя танк не двигался со времени боя с противотанковой батареей, оказалось, что его экипаж и командир имеют железные нервы. Они хладнокровно следили за приближением зенитки, не мешая ей, так как пока орудие двигалось, оно не представляло никакой угрозы для танка. К тому же, чем ближе окажется зенитка, тем легче будет уничтожить её. Наступил критический момент в дуэли нервов, когда расчёт принялся готовить зенитку к выстрелу. Для экипажа танка настало время действовать. Пока артиллеристы, страшно нервничая, наводили и заряжали орудие, танк развернул башню и выстрелил первым! Каждый снаряд попадал в цель. Тяжело повреждённая зенитка свалилась в канаву, несколько человек расчёта погибли, а остальные были вынуждены бежать», — писал в своих мемуарах Раус.
По словам М. В. Коломийца, для группы Рауса ситуация складывалась весьма неблагоприятно — к боевой группе не могли пробиться машины с боеприпасами и продовольствием, также не представлялось возможным вывезти раненых. Потерпели неудачу и попытки объехать танк, поскольку справа и слева от заблокированной КВ-1 дороги местность была непроходима для автомобилей. После 20:00 24 июня была сформирована группа сапёров, которой было поручено подорвать КВ-1. Подобравшимся к танку военнослужащим вермахта удалось забросить на него два заряда взрывчатки, общая масса которых составляла 15 килограмм, однако их подрыв не дал каких-либо ощутимых результатов, не приведя к уничтожению машины.
Утром 25 июня силы группы «Раус» предприняли демонстрационную атаку, выдвинув против КВ несколько танков Pz.35 (t). Танковая атака стала отвлекающим манёвром: под её прикрытием немецким войскам удалось развернуть на своих позициях два 88-миллиметровых зенитных орудия из состава 3-го зенитного полка. «Экипаж КВ-1 начал заметно нервничать. Башня вертелась из стороны в сторону, пытаясь поймать на прицел нахальные германские танки. Русские стреляли по целям, мелькающим среди деревьев, но все время опаздывали <…> К счастью для нас, русских охватил азарт, и они перестали следить за своим тылом, откуда к ним приближалось несчастье. Зенитное орудие заняло позицию рядом с тем местом, где накануне уже было уничтожено одно такое же. Его грозный ствол нацелился на танк, и прогремел первый выстрел. Раненный КВ-1 попытался развернуть башню назад, но зенитчики за это время успели сделать ещё 2 выстрела. Башня перестала вращаться, однако танк не загорелся, хотя мы этого ожидали», — вспоминал Раус.
Всего, согласно воспоминаниям Рауса, 88-миллиметровое зенитное орудие выстрелило по КВ-1 семь раз, причём только двум снарядам удалось пробить броню — следствием попадания остальных стали лишь выбоины на ней. Немецкие военнослужащие, взобравшись на танк, попытались открыть башенный люк, однако его крышка не поддавалась. «Внезапно ствол орудия начал двигаться, и наши солдаты в ужасе бросились прочь. Только один из сапёров сохранил самообладание и быстро сунул ручную гранату в пробоину, сделанную снарядом в нижней части башни. Прогремел глухой взрыв, и крышка люка отлетела в сторону», — описывал итог длившегося более 20 часов противостояния Раус. М. В. Коломиец указывает, что бой завершился примерно в 11:00. Экипаж танка был захоронен с воинскими почестями, так как немецкие военнослужащие, по словам Рауса, были глубоко потрясены героизмом танкистов.

## Танк и его экипаж

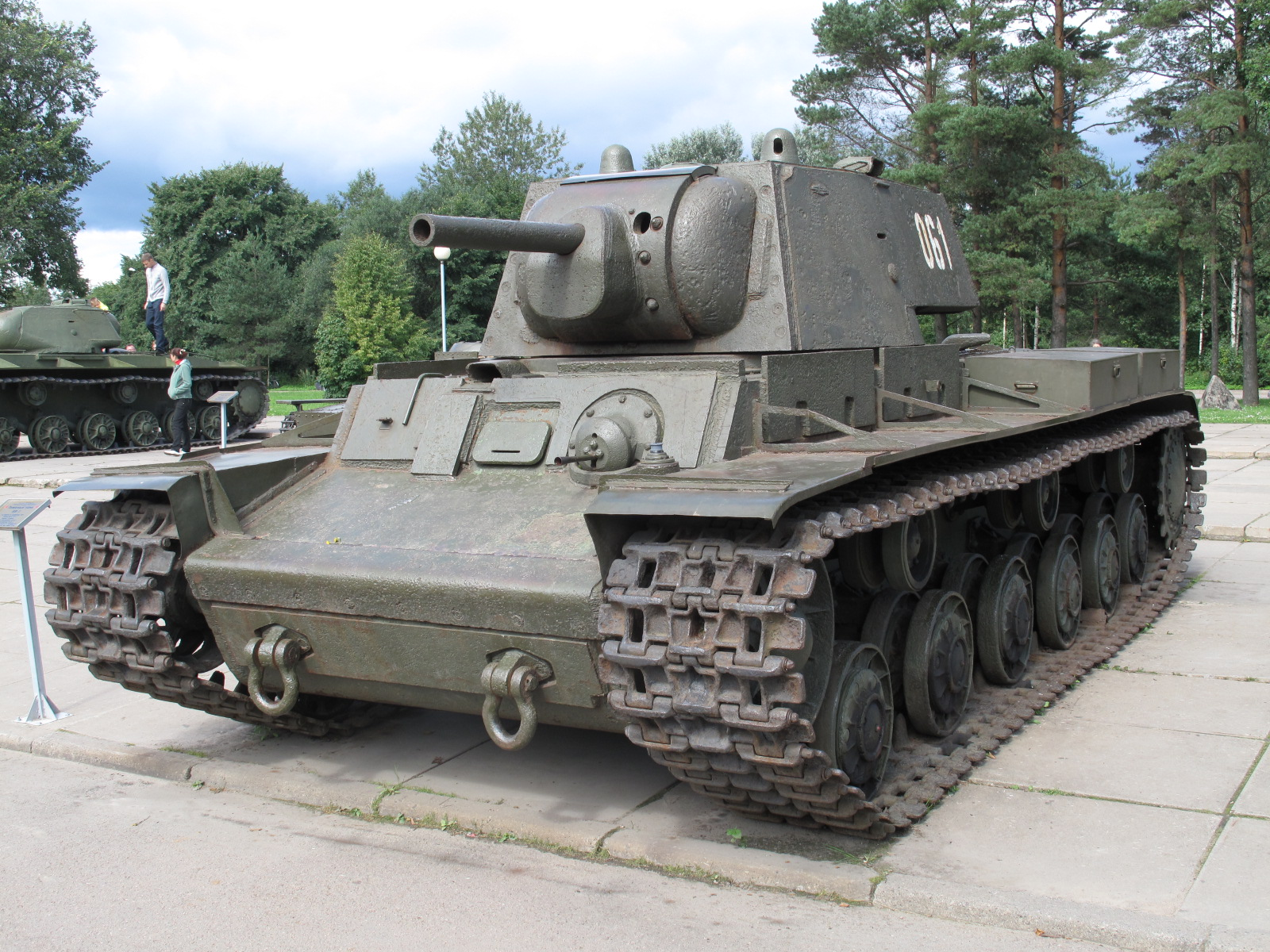
Танк КВ-1, аналогичный тому, что принимал участие в бою под Расейняем. Музей «Прорыв блокады Ленинграда»

«Долгое время и в литературе, и в интернете велись споры о том, что это был за танк — КВ-1 или КВ-2. При этом различные стороны приводили свои доводы за или против того или иного типа», — пишет М. В. Коломиец о проблеме идентификации танка, участвовавшего в противостоянии под Расейняем. По словам историка, в результате длительных исследований, включавших в себя общение с одним из очевидцев боя, а также изучение архивных материалов, в 2012 году удалось достоверно установить, что группе Раус противостоял именно танк КВ-1 из состава 4-го танкового полка 2-й танковой дивизии.
Имена всех членов экипажа «расейняйского КВ» неизвестны. В 1965 году тела танкистов, которые ранее были захоронены военнослужащими вермахта у деревни Дайняй, были перезахоронены на воинском кладбище Расейняя. При эксгумации были найдены личные вещи погибших, в частности, три авторучки, два ремня, свидетельствующие о том, что в танке были два офицера РККА, две ложки, на одной из которой было нацарапано «Смирнов В. А.», а на второй — инициалы «Ш. Н. А», а также портсигар с документами (пострадавший от времени комсомольский билет и квитанция) на имя Ершова Павла Егоровича внутри. Квитанция свидетельствовала о том, что паспорт серии ЛУ 289759, выданный Псковским отделом милиции 8 октября 1935 года на имя Ершова Павла Егоровича, был принят на хранение военным комиссариатом 11 февраля 1940 года (при поступлении на службу в Красную армию паспорт гражданина СССР оставался на хранении в военном комиссариате).
Помимо прочего, М. В. Коломиец акцентирует внимание на том, что экипаж танка КВ-1 включает в себя пять человек, в то время как в захоронении под Расейняем были обнаружены тела шести военнослужащих. Историк предполагает, что в могиле экипажа «расейняйского КВ» мог оказаться либо оказавшийся в танке к моменту противостояния техник роты, которому свой танк не полагался по штатному расписанию, либо кто-то из погибших поблизости бойцов Красной армии.

## Память
На месте захоронения экипажа танка на воинском кладбище в Расейняе установлена памятная плита.
В популярной на постсоветском пространстве многопользовательской компьютерной игре World of Tanks одна из самых почётных и сложных в получении наград носит название «Медаль героев Расейняя».